# Julia Antonia
Pour les articles homonymes, voir Antonia.
Julia Caesaris, ou Julia Antonia (connue ainsi dans les sources pour la distinguer des autres Juliae Caesares, née en 104 et décédée après 39 av. J.-C.) est une patricienne de la Rome républicaine du Ier siècle av. J.-C. Elle est notamment la mère du triumvir Marc Antoine, la grand-mère d'Antonia la Jeune et l'arrière-grand-mère de l'empereur Claude.

## Biographie
Elle naît sous le nom de Julia Caesaris, en 104 av. J.-C. à Rome. Elle est la fille de Lucius Julius Caesar, consul en 90. Membre de la famille des Iulii Caesaris, elle est la sœur de Lucius Julius Caesar, consul en 64. Ils sont apparentés aux frères Sextus Julius Caesar, consul en 91, et Caius Julius Caesar, père de Jules César,. Le nom de sa mère est inconnu, elle appartenait peut-être à la gens Fulvia[réf. souhaitée], fille de Marcus Fulvius Flaccus[réf. nécessaire].
Elle est éduquée à Rome puis épouse le sénateur romain Marcus Antonius Creticus, préteur en 74 et fils de Marcus Antonius Orator. Elle donne trois fils à ce dernier : Marcus, Lucius et Caius Antonius,,. Grâce à elle, la carrière de ses fils (particulièrement celle de Marc Antoine) est promise à un avenir célèbre car elle fréquente très souvent son cousin éloigné Jules César, à qui elle présente Marc Antoine, son fils aîné. En 72 ou 71, Marcus Antonius Creticus meurt en Crète. Elle se marie alors au sénateur Publius Cornelius Lentulus Sura, un éminent sénateur romain constamment endetté et qui est par la suite impliqué dans la conjuration de Catilina et qui est exécuté en 63 av. J.-C. sous les ordres du consul Cicéron,,.
Lors de la proscription du début du second triumvirat, fin 43, Antoine fait proscrire son oncle Lucius Iulius Caesar. Ce dernier s'est en effet opposé à l'organisation de funérailles publiques de César et à la politique d'Antoine en obtenant l'abrogation de sa loi agraire de juin 44. Il n'a pas hésité à soutenir la déclaration comme hostis de son neveu et de Lépide. Il échappe à la mort grâce à l'intervention de sa sœur Julia, mère d'Antoine.
Lors de la guerre de Pérouse en 41-40, elle quitte Rome,, sous prétexte d'avoir été chassée de la ville par Octavien, ce que le futur empereur Auguste démentira par la suite. Comme son fils Marc Antoine, elle ne fait jamais confiance à Sextus Pompée et aide les triumvirs contre le révolté. Elle part alors en Grèce pour rejoindre son fils avec un convoi de trières.
Finalement, elle retourne en Italie avec Antoine en 39 Elle assiste probablement à la rencontre de Misène, entre les triumvirs et Sextus Pompée.
Plutarque, auteur de l'époque trajane, la dépeint comme un modèle de matrone romaine tandis que Cicéron, contemporain, la définit comme « femina lectissima ».